# Johann Gottlieb Goldberg
Johann Gottlieb Goldberg (batizado em 14 de março de 1727 – 13 de abril de 1756) foi um virtuose alemão do cravo, organista e compositor do barroco tardio e do início do período clássico. Sua maior fama foi emprestar o seu nome, provavelmente como o intérprete original, às famosas Variações Goldberg de Johann Sebastian Bach.

## Vida
Goldberg, provavelmente, era ascendência alemã e nasceu em Danzig (hoje pertencente à Polônia), que na época estava sob o controle da Ordem Teutônica. Sabe-se pouco sobre sua infância além do fato dele ter sido um intérprete excepcionalmente talentoso, atraindo a atenção de Hermann Karl von Keyserlingk, o embaixador russo na Saxônia por volta de 1737. Segundo consta, Goldberg teria estudado com ambos J.S. Bach e Wilhelm Friedmann Bach, o filho mais velho de Johann Sebastian embora não se saiba exatamente quando ocorreram tais estudos. Goldberg pode ter estudado com J.S. Bach tão cedo quanto 1737, pouco depois que Keyserlingk reconheceu o seu talento em Danzig, e pode ter estudado com W.F. Bach em qualquer período antes de 1745, uma vez que W.F. Bach estava em Dresden durante o mandato de Keyserlingk ali como embaixador.
Provavelmente o evento mais marcante da vida de Goldberg ocorreu em 1741, conforme narrado pelo biógrafo de Johann Sebastian Johann Nikolaus Forkel, o qual envolveu a composição de um conjunto de variações para auxiliar o insone Conde Keyserlingk a passar por suas horas sem dormir. O cravista favorito de Keyserlingk era, nada mais, nada menos do que o jovem Goldberg, então com 14 anos, cujos recursos técnicos naquela época já eram tão espetaculares que lhe possibilitaram interpretar uma obra com tal dificuldade. Não há registro do Conde realmente vir a adormecer durante as interpretações, mas mas ele revelou que a composição de Bach era uma grande favorita sua. De acordo com Forkel, escrevendo em 1802, sessenta anos depois do acontecido:
"[…] [o Conde] […] frequentemente passava por Leipzig e que trouxe consigo o já mencionado Goldberg para receber orientações musicais de Bach. O conde tinha frequentes acometimentos de doenças e ficava noites sem dormir. Em tais ocasiões, Goldberg, que vivia em sua casa, tinha que passar a noite na antecâmara para tocar para ele durante sua insônia. … Certa vez, o conde mencionou, na presença de Bach, que ele gostaria de ter algumas obras para teclado para Goldberg executar, que deveriam ser de caráter suave e algo vigoroso de modo que ele pudesse ser um pouco consolado por elas em suas noites sem dormir. Bach imaginou que a melhor maneira de atender a esse desejo seria por meio de variações, cuja escrita ele considerava, até àquela data, uma tarefa ingrata devido ao fundamento harmônico repetidamente semelhante. Mas, uma vez que a essa época todos os seus trabalhos já eram padrões de arte, tais se tornaram, em suas mãos, estas variações. Mesmo assim, ele produziu um único trabalho desta espécie. Daí em diante, o conde sempre as chamava de "as suas" variações. Ele nunca se cansou delas e, por um longo período, noites sem dormir significavam: 'Caro Goldberg toque para mim uma de minhas variações'. Provavelmente Bach nunca foi tão bem recompensado por seu trabalho quanto foi neste. O conde o presenteou com um cálice de ouro com 100 luízes de ouro. Não obstante, mesmo que o presente tivesse sido mil vezes maior, seu valor artístico nunca teria sido pago." (tradução para o inglês da edição de Ralph Kirkpatrick citada abaixo)
A veracidade da história recontada por Forkel tem sido frequentemente questionada e, deveras pode ter sido embelezada pelo entusiasmado biógrafo de Bach. Não obstante, na época Goldberg já era conhecido como um intérprete extraordinário, estava a serviço de Keyserlingk no momento preciso e também esteve em Leipzig. Tomando-se por base a semelhança entre as cantatas que ele compôs e as de Bach, muitos eruditos sugerem, baseados apenas nesta semelhança, que havia entre eles uma relação professor-aluno.
Goldberg permaneceu com o conde Keyserlingk até por volta de 1745 e desaparece dos registros até cerca de 1750 quando foi citado por W. F. Bach, numa carta datada de 1767, como tendo participado de um concerto. Em 1751, Goldberg foi contratado pelo conde Heinrich von Brühl e permaneceu a serviço do conde pelo resto de sua curta vida. Ele morreu de tuberculose, à idade de 29 anos e foi sepultado em Dresden em 15 de abril de 1756.

## Obras
As obras de Goldberg, embora muito menos famosas do que a composição de Bach que leva o seu nome, foram compostas nos mais variados estilos, mostrando que ele sofreu influenciada maioria das tendências musicais daquele período de transição na história da música. Seus primeiros trabalhos eram semelhantes aos de J. S. Bach e sugerem que pode ser verdadeiros os relatos quanto a ele haver estudado com o famoso compositor; seus trabalhos finais mostram que ele era sensível ao gosto popular da corte de Dresden, especialmente quanto ao uso do estilo galante. Alguns de seus últimos trabalhos, especialmente os concertos, utilizam uma linguagem harmônica sofisticada aparentada com a do filho de Bach Carl Philipp Emanuel Bach e provavelmente foram escritos para músicos como Heinrich von Brühl. ritmo sincopado, cromatismo e melodias extensas são uma característica desses trabalhos finais.
Sua produção inclui cantatas, escritas, provavelmente em Leipzig no início dos anos 1740; trio sonatas; música para teclado incluindo 24 polonaises um concerto para cravo em tom maior e outro em tom menor e uma série de prelúdios corais que foram perdidos.